# Retheuil
Retheuil – miejscowość i gmina we Francji, w regionie Hauts-de-France, w departamencie Aisne.
Według danych na styczeń 2014 roku gminę zamieszkiwały 394 osoby, a gęstość zaludnienia wynosiła 27 osób/km².